# 顶杰寺
顶杰寺，位于西藏自治区拉萨市墨竹工卡县门巴乡达珠村，是一座藏传佛教尼姑寺院。

## 简介
顶杰寺位于西藏自治区拉萨市墨竹工卡县。为藏传佛教寺院。
2012年，该寺的尼姑曲旦旺姆被评为西藏自治区爱国守法先进僧尼。